# Ning-tu
Ning-tu (čínsky pchin-jinem Níngdū, znaky zjednodušené 宁都, tradiční 寧都) je okres ležící v městské prefektuře Kan-čou na jihovýchodě provincie Ťiang-si Čínské lidové republiky. Rozloha okresu je 4053 km², roku 2003 měl 820 000 obyvatel.
Roku 1932 se ve vesnici Siao-jüan okresu Ning-tu sešla konference Komunistické strany Číny, která mimo jiné odvolala Mao Ce-tunga z vedoucích funkcí.